# 316 (عدد)
316 هو عدد صحيح، يلي العدد 315 وويسبق العدد 317.

## في الرياضيات

### خصائص
- عدد طبيعي.[3]
- عدد زوجي.[4][5]
- عدد موجب،[6] السالب منه هو -316.[7]

## في التاريخ
- 316 هـ هي سنة في التقويم الهجري.
- هي سنة 316 م في التقويم الميلادي.

## وصلات خارجية
الأعداد الصاتمة، ديوان اللغة العربية.